# Waldemar Verner

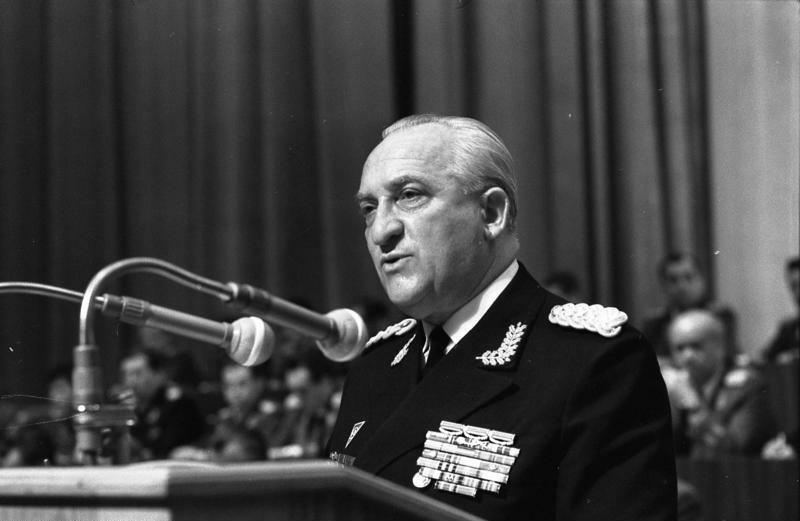
Verner auf der VIII. Delegiertenkonferenz der Parteiorganisation der SED in der NVA am 22. Mai 1971

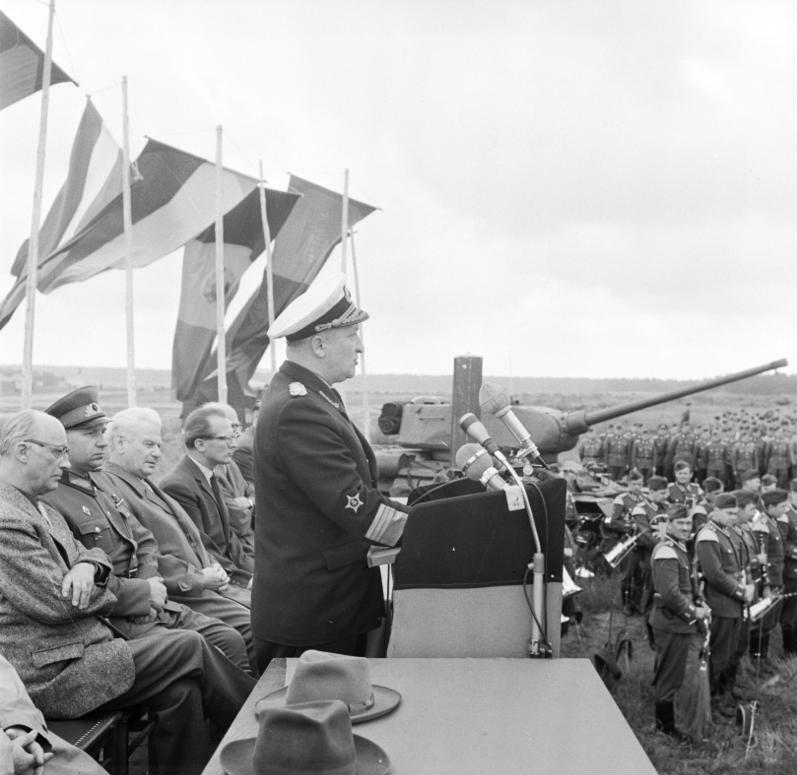
Verner vor NVA-Soldaten im September 1961

Waldemar Verner (* 27. August 1914 in Chemnitz; † 15. Februar 1982 in Berlin) war Chef der Volksmarine, Stellvertreter des Ministers für Nationale Verteidigung und Chef der Politischen Hauptverwaltung der Nationalen Volksarmee.

## Familie
Waldemar Verner wurde als Sohn des Metallarbeiters und Mitbegründers der KPD in Chemnitz, Wenzel Verner (1887–1938), und dessen Ehefrau Anna, die ebenfalls Kommunistin war, geboren. Sein älterer Bruder war Paul Verner (1911–1986), Mitglied des Politbüros des Zentralkomitees der SED in der DDR und stellvertretender Vorsitzender des Staatsrats der DDR.

## Werdegang
Waldemar Verner erlernte nach dem Besuch der achtklassigen Volksschule den Beruf des Schaufensterdekorateurs. Er trat 1923 dem Jung-Spartakus-Bund und 1929 dem KJVD bei.
Seit 1930 war er Mitglied der KPD. Verner wurde wegen seiner illegalen Tätigkeit für die KPD verhaftet und 1933 von den Nationalsozialisten einige Monate im KZ Colditz inhaftiert, ging danach ins Exil in die Sowjetunion. Dort nahm er unter anderem 1935 am VI. Weltkongress der Kommunistischen Jugendinternationale teil. Danach besuchte er die Internationale Lenin-Schule. Ab 1938 war Verner in der von 1941 bis 1945 illegal wirkenden Kommunistischen Partei Dänemarks tätig.
Er kehrte Ende 1945 nach Deutschland zurück und war nach der Zwangsvereinigung von SPD und KPD zur SED in der SED als Kreisvorsitzender in Hagenow tätig. Im Mai 1947 wurde er auf Vorschlag des Landesvorstandes der SED des Landes Mecklenburg in den Kreisvorstand Stralsund berufen und neben Ernst Guth zum Kreisvorsitzenden gewählt. Er nahm im September 1947 als Delegierter am II. Parteitag der SED teil und am 6./7. Dezember 1947 am 1. Deutschen Volkskongress in Berlin. Nach den Höchstleistungen von Adolf Hennecke war auch der Kreisvorstand der SED in Stralsund bestrebt, ein ähnliches Beispiel zu schaffen. Waldemar Verner gelang es, den Stralsunder Maurer Paul Sack zu einer vergleichbaren Leistung zu motivieren.
Verner wurde bei den Wahlen zum 3. Deutschen Volkskongress im Mai 1949 zusammen mit Paul Sack (für den FDGB), Kurt Kröning (LDPD) und Hartwig Stender (CDU) mit 74,9 % der abgegebenen Stimmen in Stralsund gewählt. Im selben Jahr verließ Verner den Kreisvorstand der SED in Stralsund.

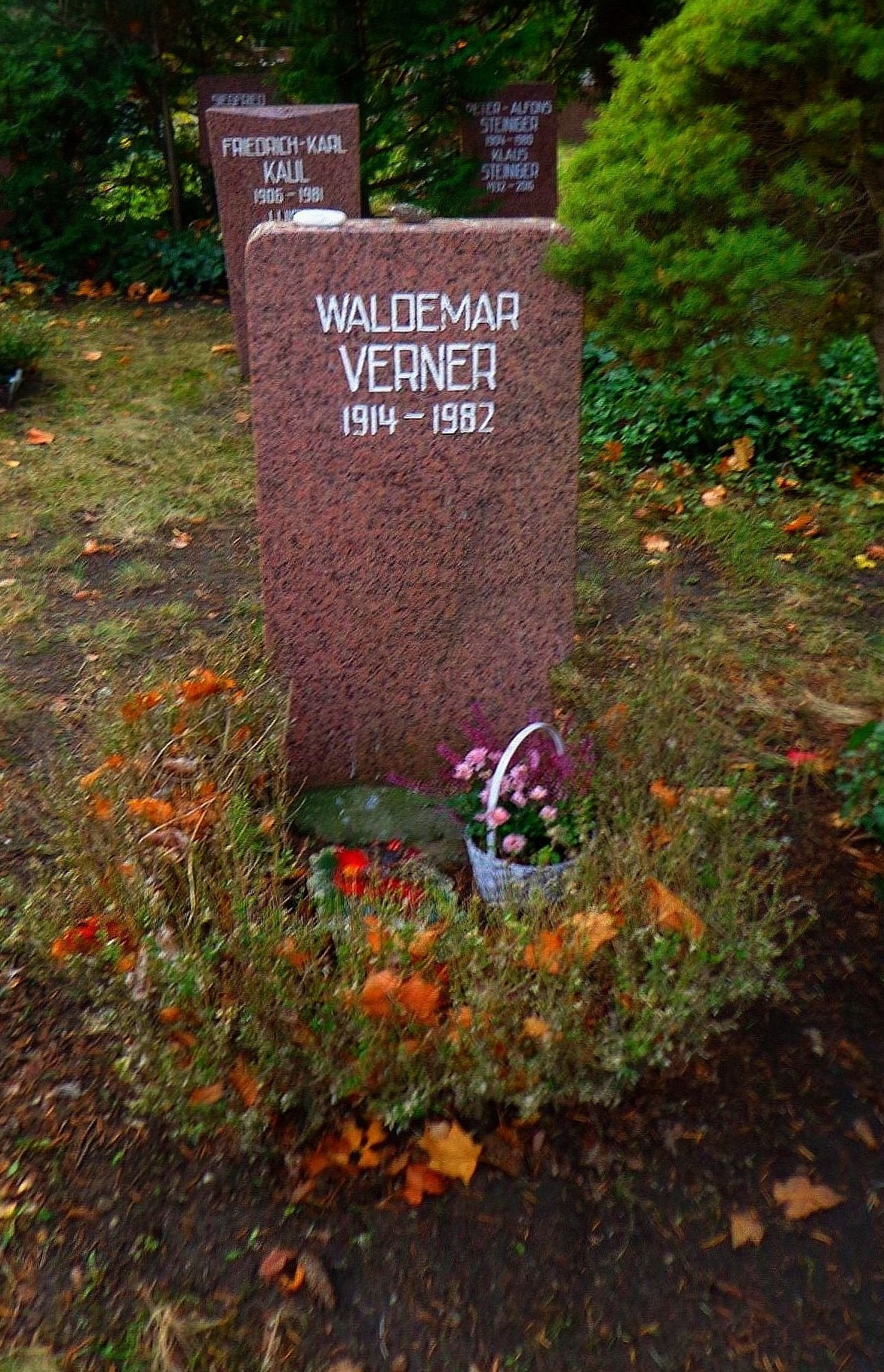
Grabstätte

Waldemar Verner begann seine Offizierslaufbahn am 15. Juni 1950 bei der Hauptverwaltung Seepolizei im Ministerium des Innern, deren Generalinspekteur und Leiter er bis 1952 war. Von 1952 bis 1955 bekleidete Verner das Amt des Chefs der Volkspolizei See mit Sitz in Stralsund im Rang eines Vizeadmirals (seit 1. Oktober 1952). Von 1955 bis 1956 absolvierte er ein Studium an der Seekriegsakademie der Sowjetunion. Von 1957 bis 1959 war Waldemar Verner Chef der Seestreitkräfte. Anschließend wurde er Stellvertreter des Ministers für Nationale Verteidigung der DDR und Chef der Politischen Hauptverwaltung der Nationalen Volksarmee. Bis zu seinem Ausscheiden aus dem aktiven Dienst am 31. Dezember 1978 nahm Verner diese Funktionen wahr. Am 1. März 1961 wurde er als erster Offizier der Volksmarine zum Admiral befördert.
Seine Urne wurde in der Grabanlage Pergolenweg der Gedenkstätte der Sozialisten auf dem Berliner Zentralfriedhof Friedrichsfelde beigesetzt, die seines Bruders Paul später in der Gedenkstätte selbst.
Die Stadt Stralsund verlieh ihm am 8. Mai 1980 die Ehrenbürgerwürde, diese wurde nach der Wiedervereinigung aberkannt. Von 1985 bis 1990 war das Küstenraketenregiment 18 nach Verner benannt.
Die Sowjetunion ehrte ihn 1975 mit der Medaille „30. Jahrestag des Sieges im Großen Vaterländischen Krieg 1941–1945“.